# Liste der Kantonsschulen des Kantons Thurgau
Die Liste der Kantonsschulen des Kantons Thurgau zeigt die fünf Kantonsschulen des Kantons Thurgau.
Die Prüfungsfächer für eine Aufnahme sind nach der 2. oder der 3. Sekundarstufe Deutsch, Französisch und Mathematik.

## Legende
- Name der Kantonsschule: Nennt den Namen der Kantonsschule sowie eventuelle Zusatzbezeichnungen.
- Eröffnung: Nennt das Jahr, in dem die Kantonsschule am aktuellen Standort eröffnet wurde.
- Schüler: Zeigt die gesamte Schüleranzahl an.
- Rektor: Nennt den jetzigen Rektor der Kantonsschule.
- Ortschaft: Gibt die Ortschaft an, in welcher die Kantonsschule liegt.
- Bild: Zeigt ein Bild der Kantonsschule an.

Hinweis: Die Liste ist  sortierbar: durch Anklicken eines Spaltenkopfes wird die Liste nach dieser Spalte sortiert, zweimalige Anklicken kehrt die Sortierung um. Durch das Anklicken zweier Spalten hintereinander lässt sich jede gewünschte Kombination erzielen.

## Kantonsschulen
| Name der Kantonsschule Kurzname                                    | Eröffnung | Schüler | Rektor           | Ortschaft   | Bild                                          |
| ------------------------------------------------------------------ | --------- | ------- | ---------------- | ----------- | --------------------------------------------- |
| Kantonsschule Frauenfeld KSF                                       | 1853      | 850     | Chantal Roth     | Frauenfeld  |                                               |
| Kantonsschule Kreuzlingen KSK                                      | 1969      | 300     | Marcello Indino  | Kreuzlingen |                                               |
| Kantonsschule Romanshorn KSR                                       | 1969      | 600     | Stefan Schneider | Romanshorn  |                                               |
| Pädagogische Maturitätsschule Kreuzlingen PMSTG                    | 1833      | 520     | Lorenz Zubler    | Kreuzlingen | Seminargebäudekomplex aus den Siebzigerjahren |
| Thurgauisch-Schaffhauserische Maturitätsschule für Erwachsene TSME | 1994      | 0       | Louis Räber      | Frauenfeld  |                                               |